# Athetis renata
Athetis renata là một loài bướm đêm trong họ Noctuidae.